# Foncine-le-Bas
Foncine-le-Bas è un comune francese di 222 abitanti situato nel dipartimento del Giura nella regione della Borgogna-Franca Contea.

## Società

### Evoluzione demografica
Abitanti censiti